# Kota Waringin
Il regno di Kota Waringin (in lingua aceh: Kerajaan Kota Waringin) o regno di Kotawaringin fu uno stato principesco esistito nell'attuale Indonesia sino al 1949.
A livello geografico, il regno era posto lungo la costa meridionale del Borneo e copriva l'area dell'attuale provincia del Kalimantan Centrale dell'Indonesia.
Con la proclamazione degli Stati Uniti d'Indonesia rimase stato autonomo, ma dal 1949 venne inglobato come parte della repubblica indonesiana.